# Aldgate East
Aldgate East è una stazione della metropolitana di Londra, servita dalle linee District e Hammersmith & City.

## Storia
Aldgate East fu aperta il 6 ottobre 1884 come parte dell'estensione orientale della District Railway, oggi la linea District. La sua posizione era all'incirca di 165 metri a ovest di quella attuale, più vicino alla stazione di Aldgate. Il nome originariamente proposto per la stazione era Commercial Road.
Quando fu costruito il collegamento tra la District e la Metropolitan Railway in direzione di Liverpool Street si creò una curva verso nord particolarmente stretta, per via della posizione di Aldgate East, dove i binari dovevano necessariamente essere diritti. Pertanto, nell'ambito dei lavori del New Works Programme del 1935-40, lo svincolo triangolare ad Aldgate fu ingrandito, in modo da creare una curva di raggio più ampio. Questo comportò lo spostamento della stazione di Aldgate East verso est; le nuove piattaforme furono costruite immediatamente a est delle precedenti, con un'uscita ovest verso la posizione precedente della stazione e una nuova uscita all'estremità orientale.
La nuova uscita est era sufficientemente vicina alla stazione successiva sulla linea, St. Mary's, da giustificare la chiusura di quest'ultima, avvenuta il 30 aprile 1938, riducendo in tal modo i sovraccarichi operativi e i tempi di percorrenza sulla linea. La nuova stazione di Aldgate East, aperta il 31 ottobre 1938, fu progettata per essere completamente sotterranea, fornendo così un utile sottopassaggio sotto la trafficata Whitechapel High Street.
La costruzione delle nuove infrastrutture richiedeva che il binario venisse abbassato di circa 2 metri. Per ottenere questo risultato mantenendo la linea in funzione durante il giorno, il terreno sotto il binario venne scavato e il binario stesso sorretto da un'intelaiatura temporanea di travi in legno. Una volta terminato lo scavo e ultimata la costruzione della stazione, un esercito di oltre 900 operai abbassò simultaneamente i binari nel corso di una notte, utilizzando occhielli in ferro e cavi per sospendere il binario dove necessario. Gli occhielli sono tuttora visibili sul soffitto della stazione.
Nel 2006 un consigliere del locale borgo di Tower Hamlets lanciò una campagna, che non ebbe successo, per cambiare nome alla stazione in Brick Lane in tempo per le olimpiadi di Londra del 2012. Lo stesso consigliere propose anche di cambiare nome alla Stazione di Shoreditch High Street in Banglatown.

## Impianti e strutture
Aldgate East è situata su Whitechapel Road e rientra nella Travelcard Zone 1.
La stazione non ha edifici di superficie. Essendo stata costruita sotto una strada molto larga e dopo che era stato introdotto l'utilizzo del cemento armato, il soffitto nell'area delle piattaforme è molto alto; questo crea un'impressione di spaziosità insolita per le stazioni dell'epoca.
La stazione è stata ristrutturata fra il 2007 e il 2009 con un restauro volto a preservarne lo stile vintage.

## Interscambi
La stazione di Aldgate, situata sulle linee Circle e Metropolitan, si trova a circa 250 metri a piedi verso ovest.
Nelle vicinanze della stazione effettuano fermata alcune linee urbane automobilistiche, gestite da London Buses.

## Galleria d'immagini

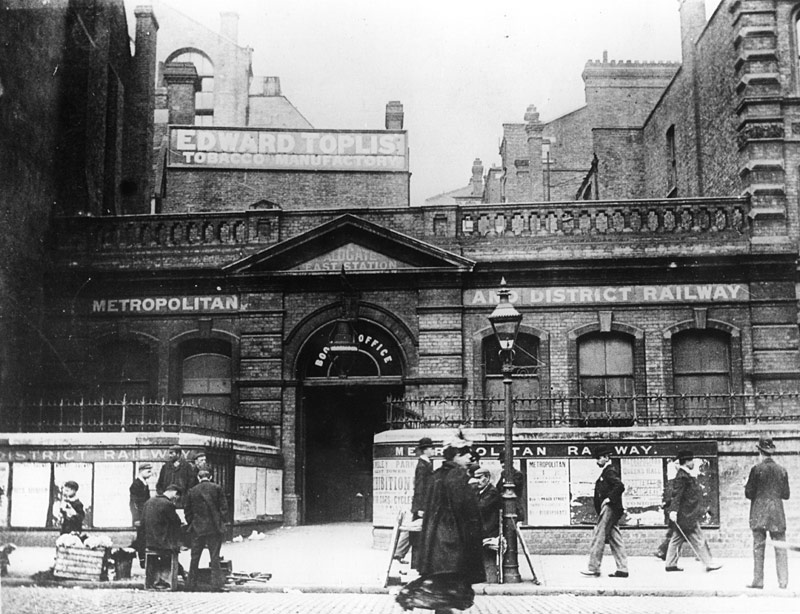
La stazione originale di Aldgate East.
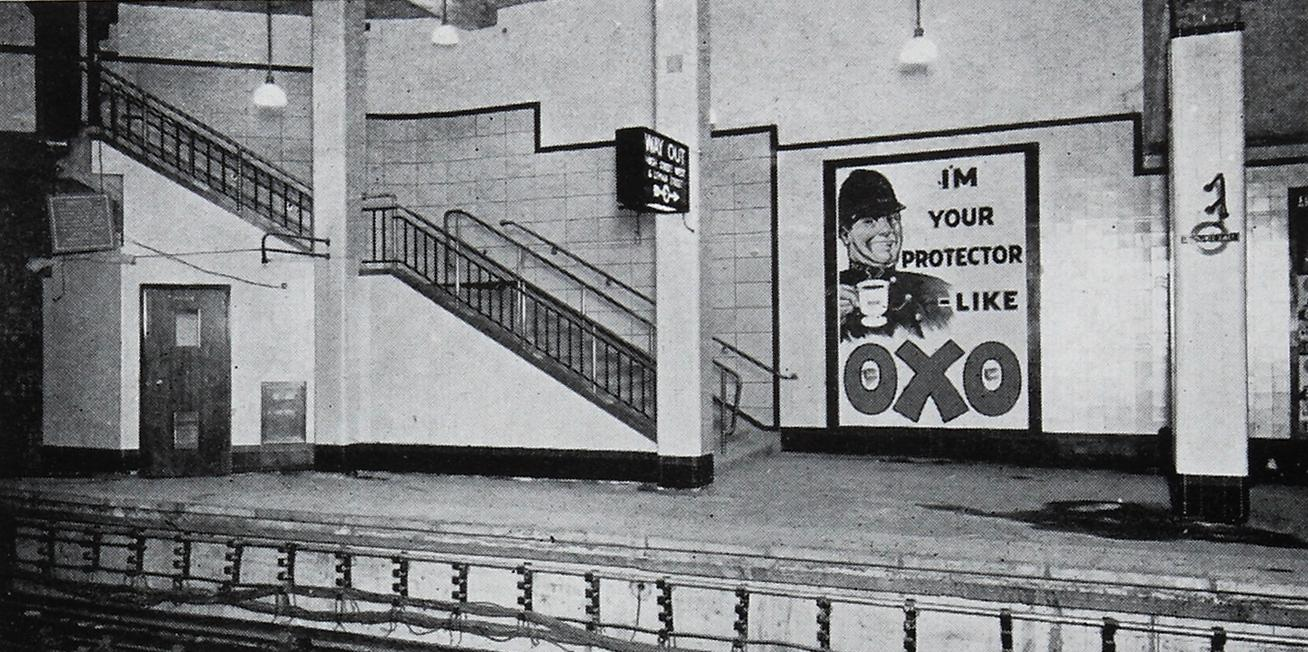
La stazione ricostruita nel 1938 in stile modernista.
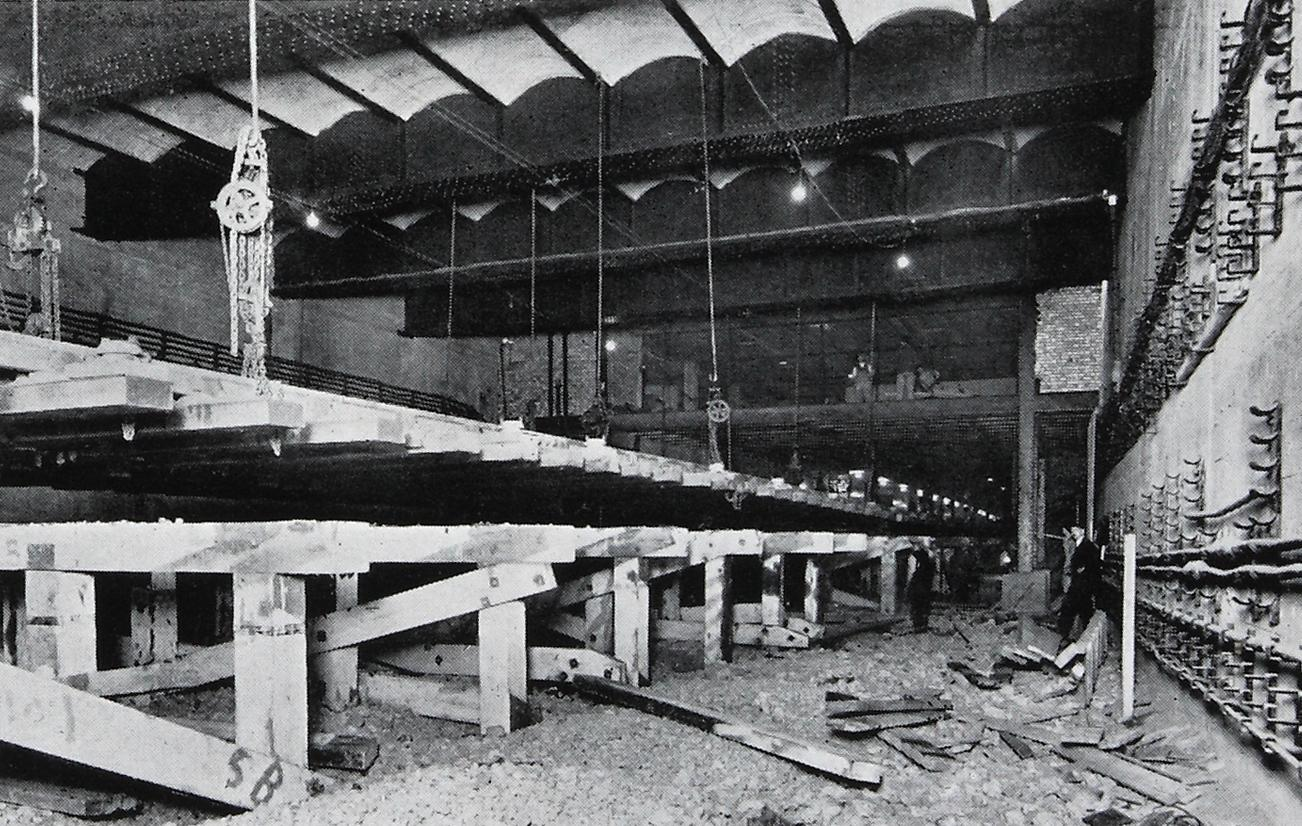
I lavori di ricostruzione dei binari di Aldgate East in corso.
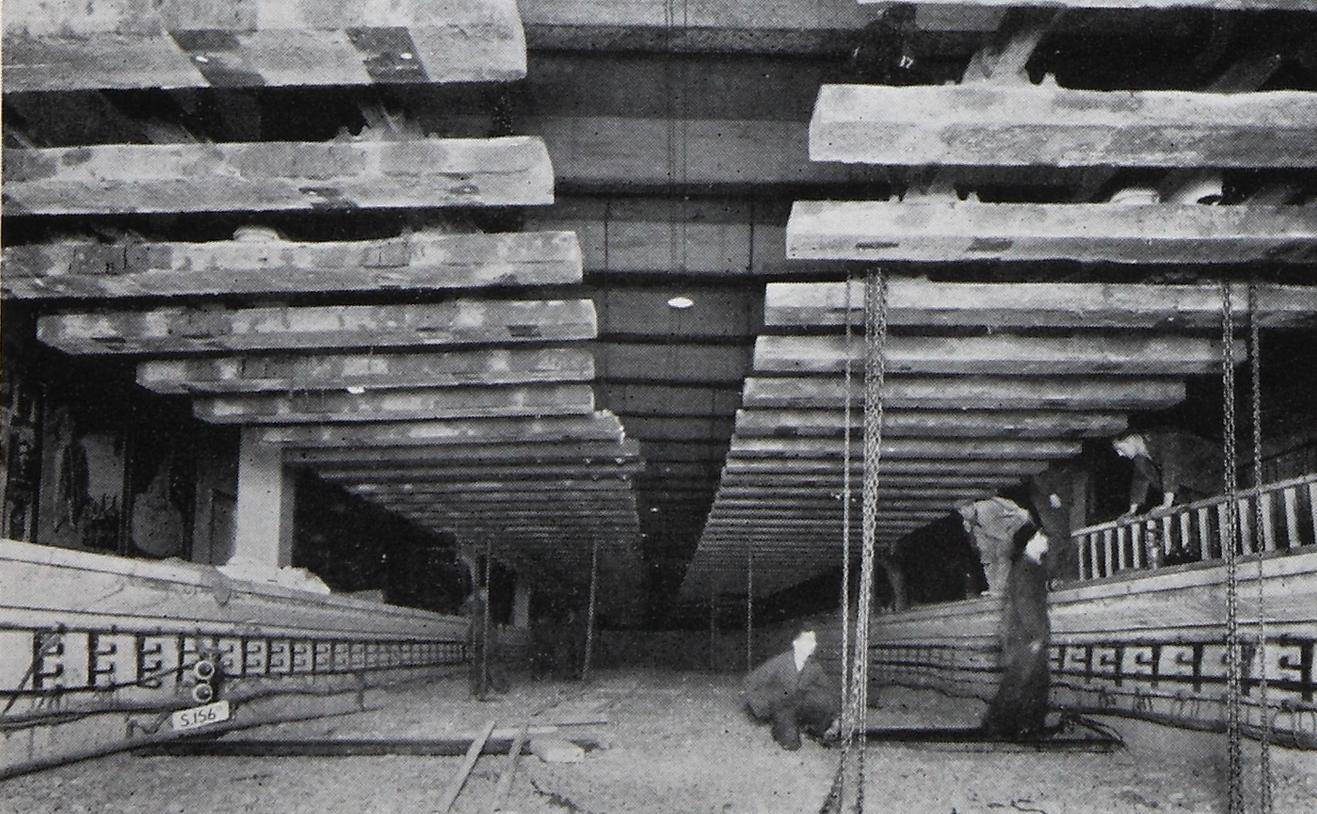
Altra vista dei lavori di ricostruzione che mostra i binari pronti a essere abbassati al nuovo livello.